# Ariarat VI. Kapadoški
Ariarat VI. Epifan Filopator (starogrško Αριαραθης Επιφανης Τιλοπατορ, latinizirano: Ariarates Epifanes Filopator) je bil od leta 130 pr. n. št. do 116 pr. n. št. kralj Kapadoškega kraljestva. Bil je najmlajši sin Ariarata V. Kapadoškega in Nise Kapadoške. 

## Ime
Ariarat je helenizirana oblika staroiranskega imena, morda *Arya-wratha (dobesedno imeti arijsko veselje). Ime je v aramejščini potrjeno kot Ariorat ali Ariourat, v kasnejših latinskih virih pa kot Ariaratus.

## Vladanje
Ob prihodu na prestol je bil še otrok, zato je oblast prevzela njegova mati kot njegova regentka. Zdi se, da je njegova mati neznano kdaj zastrupila vseh pet Ariaratovih bratov. Mladega kralja so morda rešili ljudje, zvesti dinastiji, in Niso usmrtili. Dogodke je izkoristil pontski kralj Mitridat V. Everget, njegov stric po materini strani, in poskušal uveljaviti svojo oblast nad Kapadokijo tako, da je Ariarata poročil s svojo najstarejšo hčerko Laodiko. Laodika je rodila hčerko Niso, poročeno s kraljem Nikomedom III. Bitinskim, in sinova Ariarata VII. Filometorja in Ariarata VIII. Epifana. 
Ker se Mitridatu V. vse to ni zdelo dovolj za preoblikovanje Kapadokije v satelit Pontskega kraljestva, je Mitridatov sin Mitridat VI. s pomočjo kapadoškega plemiča Gordija umoril Ariarata VI. Po njegovi smrti je kraljestvu za kratek čas vladala Ariaratova vdova, nato pa je oblast prevzel Nikomed III. Bitinski, ki se je poročil s kraljevo vdovo Laodiko. Nikomeda je kmalu zatem izgnal Mitridat VI. in na prestol postavil Ariarata VII.

## Kovanci
Večina kapadoških kraljev se je na kovancih upodabljala s helenističnim diademom, Ariarat VI. pa je diadem združil s sicer  redko tiaro in se tako upodobil v iranski kraljevski maniri. Še vedno je koval tudi kovance, na katerih je bil prikazan samo z diademom. S tiaro je bil upodobljen predvsem na tetradrahmah, kar nakazuje, da se je morda želel postavljati pred velikaši in kralji Armenije, Komagene, Ponta in morda Partije. Po mnenju sodobnega zgodovinarja Matthewa Canepa (2017) je z različnima podobama želel promovirati obe zgodovinski ozadji svojega kraljestva.